# 新圣安多尼堂
新圣安多尼堂（chiesa di Sant'Antonio Nuovo，chiesa di Sant'Antonio Taumaturgo），是意大利的里雅斯特的一座罗马天主教教堂，市中心特蕾西亚城主要的宗教建筑，位于的里雅斯特大运河尽头与教堂同名的广场上。
教堂的设计可以追溯到1808年，而工程在1825年开始。这是一座新古典主义建筑，立面的特点是六根爱奥尼柱式的柱子。顶部有六尊圣徒雕像。1849年祝圣。